# 石美人 (刘邦)
石美人（?—?），赵国邯郸人，西汉开国皇帝汉高帝刘邦的后宫。

## 生平
石美人的父亲是赵国人，赵国灭亡后，石氏和弟弟石奋迁居温县。刘邦向东攻打项羽争天下，路过河内郡，担任小吏十五岁的石奋侍奉刘邦。刘邦和他说话，喜欢他恭敬的态度，问家里的情况。他说有一个失明的母亲，和一个能鼓瑟的姐姐就是石氏。于是刘邦召石氏为美人，以石奋为中涓。将他们家迁到长安中戚里，这是因为石美人的缘故。
石奋和其四子，長子石建、次子石某甲（名不詳）、三子石某乙（名不詳）、四子石庆，官俸都是二千石，共計「一萬石」，所以汉景帝称石奋为「万石君」。